# توماس غريغوري سكينر
توماس غريغوري سكينر (بالإنجليزية: Thomas Gregory Skinner)‏ هو محامي وسياسي أمريكي، ولد في 22 يناير 1842 في هرتفورد في الولايات المتحدة، وتوفي في 22 ديسمبر 1907 في بالتيمور في الولايات المتحدة. حزبياً، نشط في الحزب الديمقراطي. وقد انتخب عضو مجلس ولاية كارولاينا الشمالية وانتخب عضو مجلس النواب الأمريكي.